# Dorte går i byen
|  | Denne artikel er oprettet af botten Steenthbot ud fra en ekstern database. Den kan derfor have sproglige fejl eller mangler. Denne skabelon kan fjernes efter kontrol af indholdet. |

Dorte går i byen er en dansk dokumentarfilm fra 1959 instrueret af Holger Jensen efter eget manuskript.

## Handling
Dorte går i byen for sin mor og køber ind hos købmanden, slagteren, bageren og grønthandleren. En legekammerat hjælper hende hjem i sin sæbekassebil med de mange indkøbte varer.